# Serres (tổng)
Tổng Serres là một tổng của Pháp nằm ở tỉnh Hautes-Alpes trong vùng Provence-Alpes-Côte d'Azur.

## Địa lý
Tổng này được tổ chức xung quanh Serres thuộc quận Gap. Độ cao thay đổi từ 591 m (Saint-Genis) đến 1 760 m (L'Épine) với độ cao trung bình 738 m.

## Hành chính
| Giai đoạn | Ủy viên    | Đảng | Tư cách |
| --------- | ---------- | ---- | ------- |
|           | Michel Roy | UMP  |         |

## Các đơn vị cấp dưới
Tổng Serres gồm 12 xã với dân số là 2 271 người (điều tra năm 1999, dân số không tính trùng)
| Xã                  | Dân số | Mã bưu chính | Mã insee |
| ------------------- | ------ | ------------ | -------- |
| La Bâtie-Montsaléon | 136    | 05700        | 05016    |
| Le Bersac           | 134    | 05700        | 05021    |
| L'Épine             | 154    | 05700        | 05048    |
| Méreuil             | 78     | 05700        | 05076    |
| Montclus            | 48     | 05700        | 05081    |
| Montmorin           | 84     | 05150        | 05088    |
| Montrond            | 39     | 05700        | 05089    |
| La Piarre           | 63     | 05700        | 05102    |
| Saint-Genis         | 49     | 05300        | 05143    |
| Savournon           | 208    | 05700        | 05165    |
| Serres              | 1 204  | 05700        | 05166    |
| Sigottier           | 74     | 05700        | 05167    |

## Biến động dân số
| 1962                                                     | 1968  | 1975  | 1982  | 1990  | 1999  |
| -------------------------------------------------------- | ----- | ----- | ----- | ----- | ----- |
| 1 953                                                    | 2 358 | 2 285 | 2 164 | 2 138 | 2 271 |
| Nombre retenu à partir de 1962 : dân số không tính trùng |       |       |       |       |       |